# 常光博武
常光 博武（じょうこう ひろむ、10月23日 - ）は、日本の俳優、スーツアクター。

## 出演作品

### 映画
- ウルトラマンサーガ（2012年）

### テレビ
- ウルトラマン列伝（2011年 - 2013年）
- ウルトラゾーン（2011年） - 補助
- ウルトラゼロファイト（2012年）
- ネオ・ウルトラQ（2013年） - スーツアクターサポート
- 新ウルトラマン列伝（2013年 - ）
- ウルトラマンX（2015年） - アクション、暗黒星人 ババルウ星人
- ウルトラマンジード（2017年）

### 舞台
- デスティニー（2013年）
- グッドファーザー（2015年）
- 碧のヴォヤージュ（2015年）
- とびでるなかみ（2017年）
- DARKNESS HEELS〜THE LIVE〜（2019年）

### その他
- ファントム・ライセンス（映像制作）
- 大怪獣ラッシュ ウルトラフロンティア（モーションアクター）
- 君の手には夢幻のファクター（映像制作）
- 君の瞳には悠限のファクティス（映像制作）